# XO (Beyoncé)
XO è un singolo della cantante statunitense Beyoncé, pubblicato il 16 dicembre 2013 come primo estratto dal quinto album in studio Beyoncé.

## Descrizione
Il brano, scritto da Beyoncé, Ryan Tedder, The-Dream e prodotto dagli stessi assieme a Hit-Boy e HazeBanga. XO presenta sonorità pop, elettropop e R&B, con una strumentazione che comprende tastiere, sintetizzatore e percussioni. Beyoncé ha raccontato che la registrazione del brano è avvenuta circa un anno prima del suo inserimento dell'album, mentre era ammalata per un'infezione al seno. La voce grezza così prodotta non è stata rigenerata poiché la cantante «amava molto le imperfezioni createsi» e voleva concentrarsi sulla musica dell'album invece che sulle voci. Ryan Tedder, in un'intervista ha raccontato l'approccio alla stesura e produzione del brano, paragonandolo alla precedente collaborazione tra gli artisti per il brano Halo, affermando :«Personalmente la canzone che abbiamo fatto mi piace di più di Halo. Penso che sia una canzone più grande e migliore»
La canzone inizia con un campione di sei secondi dell'ex addetto agli affari pubblici della NASA Steve Nesbitt, registrato pochi istanti dopo il disastro dello Space Shuttle Challenger del 28 gennaio 1986: «I controllori di volo stanno esaminando molto attentamente la situazione. È evidente che si è trattato di un grave malfunzionamento».

## Pubblicazione
Successivamente alla pubblicazione di Beyoncé, Ryan Tedder ha raccontato a Billboard di non essere stato a conoscenza dell'inserimento della canzone nell'album sino a 90 minuti prima della pubblicazione dello stesso: «Ho sentito una voce che girava nei corridoi e non ho detto nulla. Ho detto a mia moglie: "Credo che l'album di Beyoncé uscirà tra 90 minuti", e poi ho saputo che XO era nell'album. [...] Sapevo che era un singolo. Non sapevo se fosse il primo o il secondo. Non sapevo nulla, e poi oggi ho scoperto che era il brano principale».
Billboard ha riferito che Blow sarebbe stato pubblicato come singolo radiofonico sia negli Stati Uniti che nel resto del mondo, in contemporanea con Drunk in Love; XO sarebbe stato pubblicato come secondo singolo radiofonico mondiale nel 2014. Tuttavia, secondo quanto riferito, i programmatori radiofonici si sono opposti alla distribuzione di Blow alle stazioni, ritenendo il suo testo molto esplicito per la programmazione radiofonica, proponendo al suo posto XO. Il rilascio di XO è avvenuto nelle radio italiane e adult contemporary negli Stati Uniti il 16 dicembre 2013.

## Esibizioni dal vivo
La prima esibizione televisiva della canzone è avvenuta ai BRIT Awards 2014 il 19 febbraio 2014, segnando la sua prima esibizione alla cerimonia dopo quella del 2004. Agli MTV Video Music Awards 2014 del 25 agosto, Beyoncé ha eseguito XO dal vivo durante un medley composto da brani dell'album da cui è tratto il brano in occasione dell'assegnazione alla cantante del Michael Jackson Video Vanguard Award.
Il 25 febbraio 2020, Beyoncé ha eseguito il brano alla cerimonia in memoria di Kobe Bryant e la figlia Gianna allo Staples Center a Los Angeles, in seguito alla morte dei due in un incidente aereo. La cantante ha defito la canzone come una delle canzoni preferite del giocatore, modificando parti del testo durante l'esecuzione che alludevano allo schianto o alla morte, come «and I'm crashing into you (e mi schianto su di te)» con «and I'm laughing into you (e sto ridendo con te)» e cambiando «you kill me boy XO (tu mi uccidi ragazzo XO)» con «just kiss me boy XO (baciami ragazzo XO)», omettendo l'introduzione della canzone in riferimento allo schianto dello Space Shuttle Challenger.

## Video musicale
Il video musicale, diretto da Terry Richardson, è stato girato il 29 agosto 2013 sulle montagne russe di Coney Island, New York, con la presenza delle modelle Jourdan Dunn, Jessica White e Diandra Forrest. Altre scene del video sono state girate anche durante il concerto di Beyoncé al festival brasiliano Rock in Rio a Rio de Janeiro nel 2013, dove la cantante ha chiesto alla folla di fare il gesto della X e delle O con le mani; la coreografia dei movimenti delle mani è stata creata da Lee Anne Callahan-Longo, direttore generale di Parkwood Entertainment.
Beyoncé ha inoltre descritto le riprese del video come «follemente caotiche», prima di aggiungere che ha catturato con le immagini «a genuinità, il divertimento e l'essere nel momento». Per evitare che frammenti della canzone trapelassero online, Beyoncé ha indossato degli auricolari durante le riprese del video, invece di suonare la musica ad alto volume, e ha sincronizzato le parole.
Il video musicale di XO è stato pubblicato in anteprima su ITunes Store il 13 dicembre 2013, all'interno dell'album visivo, che conteneva un video musicale girato in precedenza per ogni canzone. Successivamente è stato pubblicato su Vevo il 16 dicembre 2013 insieme al video di Drunk in Love.

## Tracce
Testi e musiche di Ryan Tedder, The-Dream e Beyoncé Knowles-Carter.
1. XO – 3:36

## Classifiche
| Classifica (2013-2014)    | Posizione massima |
| ------------------------- | ----------------- |
| Australia                 | 16                |
| Belgio (Fiandre)          | 3                 |
| Belgio (Vallonia)         | 5                 |
| Brasile                   | 69                |
| Canada                    | 36                |
| Danimarca                 | 8                 |
| Europa                    | 20                |
| Francia                   | 99                |
| Germania                  | 68                |
| Irlanda                   | 15                |
| Italia                    | 70                |
| Nuova Zelanda             | 10                |
| Paesi Bassi               | 24                |
| Regno Unito               | 22                |
| Scozia                    | 22                |
| Spagna                    | 35                |
| Stati Uniti               | 45                |
| Stati Uniti (R&B/Hip-Hop) | 12                |
| Sudafrica                 | 5                 |
| Svezia                    | 50                |